# Lathyrus pannonicus
Lathyrus pannonicus är en ärtväxtart som först beskrevs av Nikolaus Joseph von Jacquin, och fick sitt nu gällande namn av Christian August Friedrich Garcke. Lathyrus pannonicus ingår i släktet vialer, och familjen ärtväxter.

## Underarter
Arten delas in i följande underarter:
- L. p. asphodeloides
- L. p. collinus
- L. p. hispanicus
- L. p. multijugus
- L. p. pannonicus
- L. p. varius

## Bildgalleri

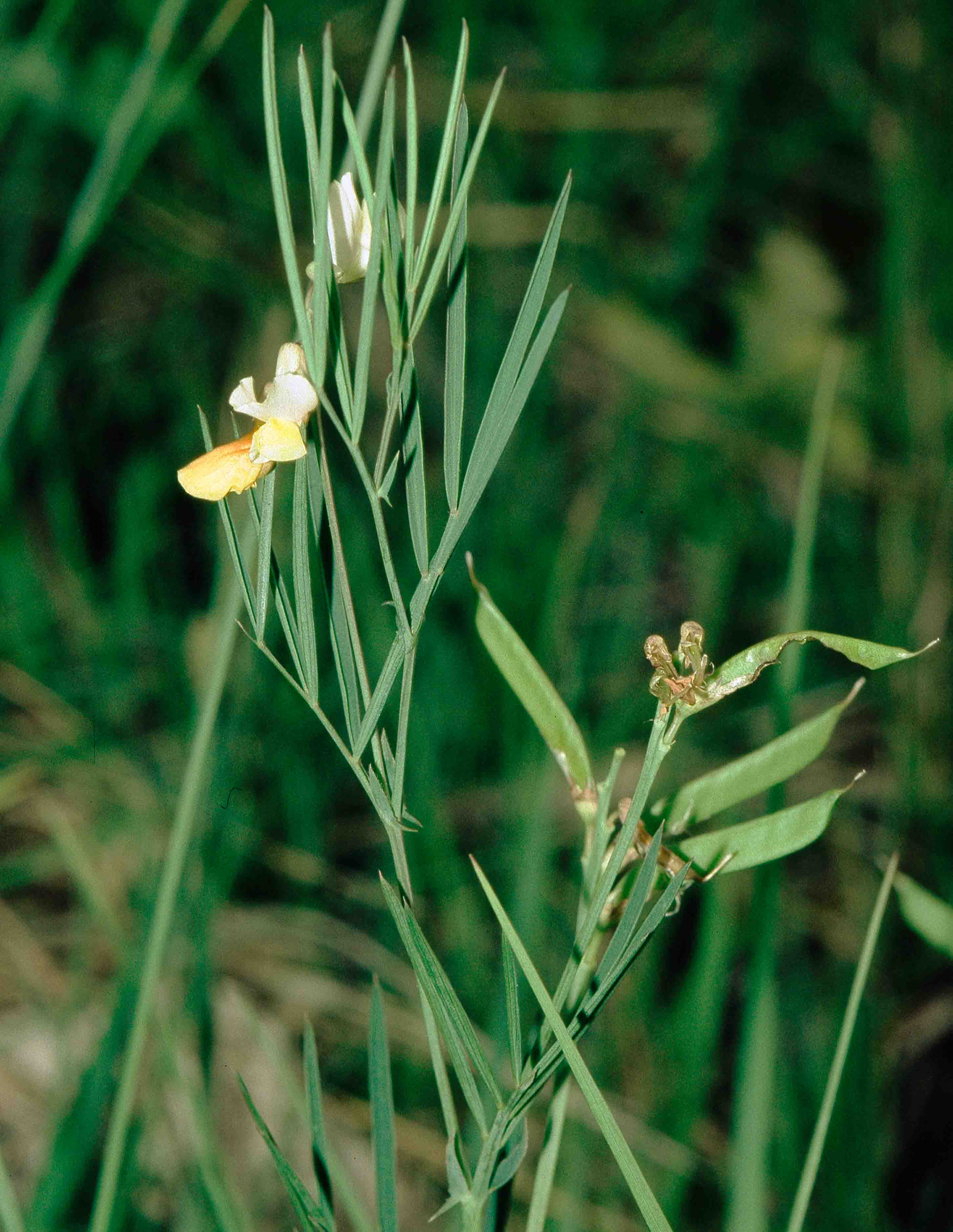
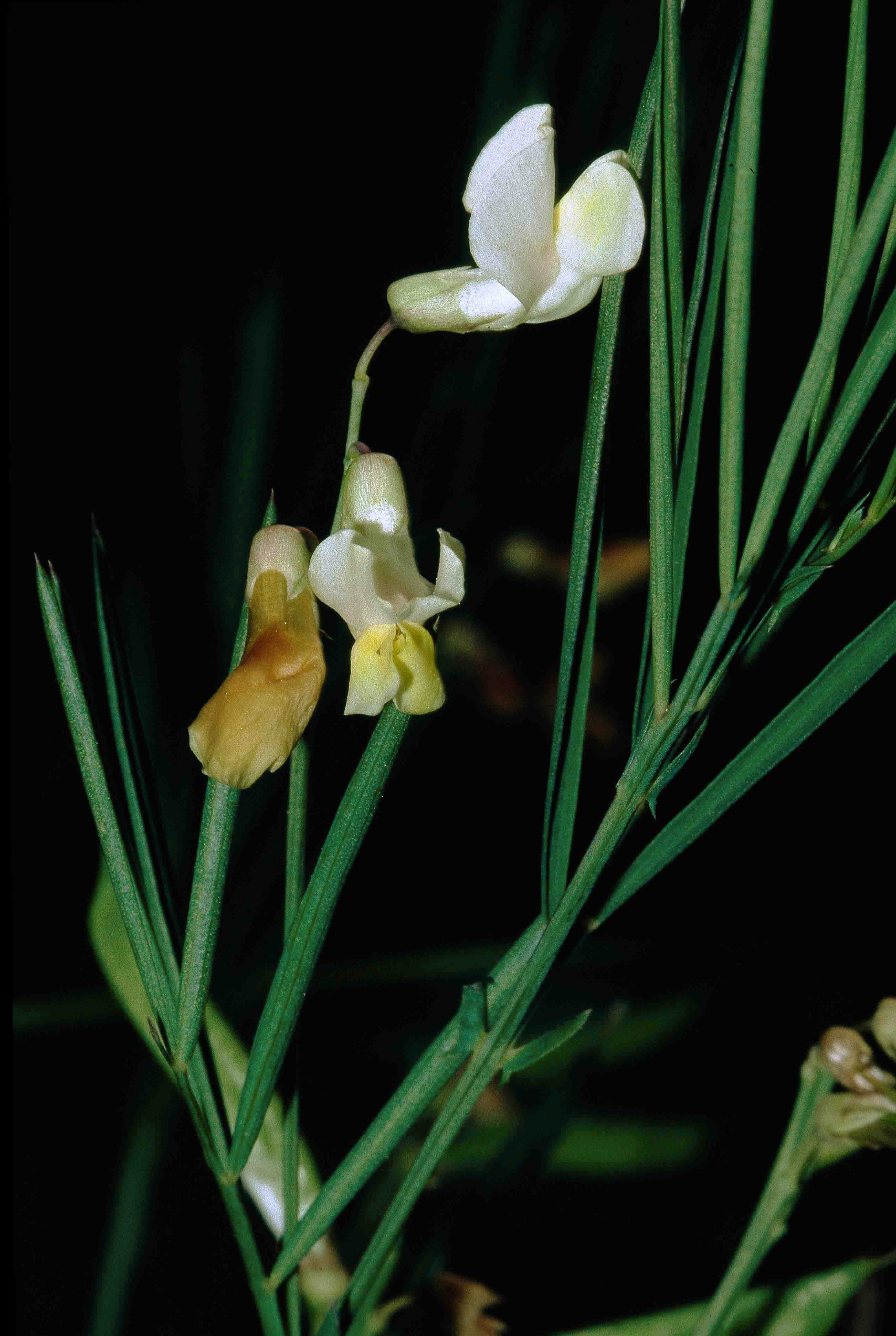
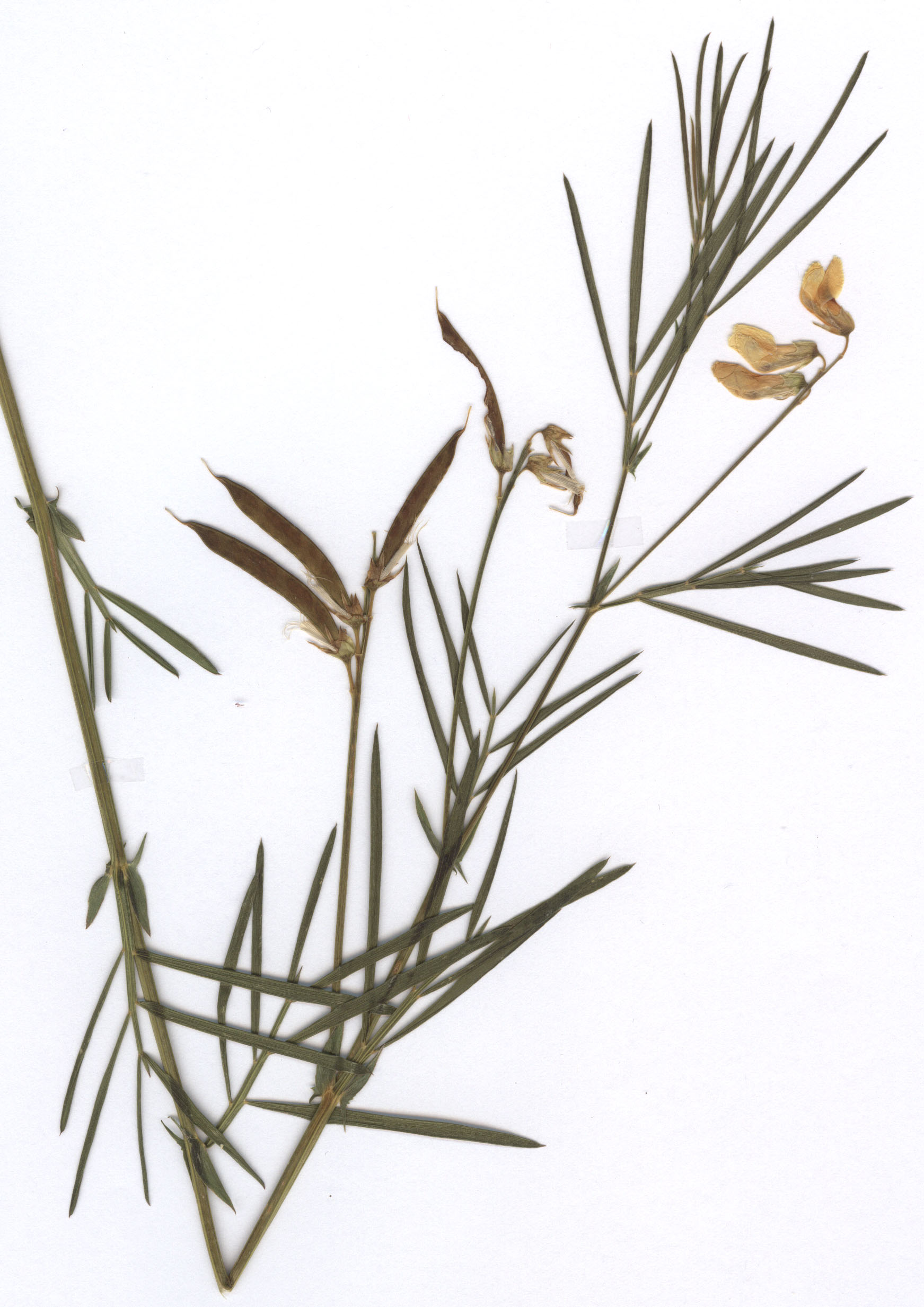